# Сары-Булак (Чуйская область)
Сары-Булак — село в Жайылском районе Чуйской области Кыргызстана. Административный центр Сары-Булакского аильного округа. Код СОАТЕ — 41708 209 840 01 0.
В конце XIX — начале XX века аул Сары-Булак относился к Телкенской волости Аулие-Атинского уезда Сыр-Дарьинской области.

## Население
| год     | 2009 | 2014 | 2015 |
| ------- | ---- | ---- | ---- |
| человек | 1108 | 622  | 1168 |

## Известные уроженцы
- Назаралиев, Медербек (1934—1999) — киргизский и советский деятель культуры, театральный режиссёр-постановщик, заслуженный деятель искусств Киргизской ССР (1973), народный артист Киргизской Республики (1992).